# Distrikt Palca (Tarma)
Der Distrikt Palca liegt in der Provinz Tarma in der Region Junín in Zentral-Peru. Der Distrikt wurde am 2. Januar 1857 gegründet.  Die Kleinstadt Palca mit 2898 Einwohnern (Stand 2017), Verwaltungssitz des Distrikts, liegt auf einer Höhe von 2740 m im engen Tal des Río Tarma. Die nächstgelegenen größeren Städte sind Tarma, 25 km flussaufwärts in südwestlicher Richtung, und San Ramón, 50 km flussabwärts in nordöstlicher Richtung. Die Entfernung zur peruanischen Hauptstadt Lima in südwestlicher Richtung beträgt etwa 250 km.
Die Gesamtfläche der Distriktgemeinde beträgt 271 km². Am Ortsausgang von Palca mündet der Río Palca Vado in den Río Tarma.
Das Wort „Palca“ kommt aus dem Quechua und bedeutet „Flussmündung“ oder „Zusammenfluss“.

## Geographische Lage
Der Distrikt Palca liegt in der peruanischen Zentralkordillere im Osten der Provinz Tarma. Der Distrikt grenzt im Westen an den Distrikt Acobamba, im Nordwesten an den Distrikt Huasahuasi, im Nordosten an den Distrikt San Ramón (Provinz Chanchamayo), im Osten an den Distrikt Monobamba sowie im Süden an den Distrikt Tapo.

## Bevölkerung
In der Ortschaft Palca selbst lebten beim Zensus 2017 2724 Einwohner. Politisch zugeordnet sind Palca 17 bis 35 weitere Gemeinden, je nachdem ob die gemeindliche, genossenschaftliche oder kirchliche Struktur zugrunde gelegt wird, mit insgesamt 5975 Menschen (Zensus 2017). Die Bevölkerungsentwicklung ist abnehmend. Im Jahr 1993 lag die Einwohnerzahl noch bei 7662, im Jahr 2007 bei 6415.
Die Oberschicht in Palca selbst ist spanischer Herkunft, der Hauptteil der Bevölkerung in den bis zu 45 km weit entfernten Dörfern sind Indios, deren Muttersprache Quechua ist und die nur wenig Spanisch sprechen.

## Geschichte
Das Dorf Palca wurde im Jahre 1778 als Festung der spanischen Eroberer gegründet, mit der sie sich gegen die aus dem Tropenwald kommenden Indios unter Führung des Inka Atahuallapa zu verteidigen suchten.

## Wirtschaft
Die Bewohner leben zu mehr als 90 % von der Landwirtschaft. Handwerks- oder Industriebetriebe gibt es nicht. Das Hauptprodukt des landwirtschaftlichen Anbaus ist die Kartoffel. Von der Gesamtfläche der Distriktgemeinde gehören 52 % der Genossenschaft, der Rest ist Privatbesitz oder in Händen von Kooperativen. Der Anteil des Waldes an der Gesamtfläche ist mit 1,6 % sehr gering.
Tragende Elemente der Gemeinde sind die Genossenschaften, die Comunidades Campesinos, deren Organisationsaufbau noch auf die Zeit der Inka zurückgeht und die von großem Demokratieverständnis geprägt sind.

## Infrastruktur
Palca hat eine Grundschule, eine Mittelschule, ein kirchliches Gemeindezentrum, eine Krankenstation mit Arzt, Zahnarzt und Hebamme, eine Gemeindekantine und Apotheke, eine Markthalle, einen Schlachthof und eine Stromversorgungsanlage.

## Ortschaften
Im Distrikt gibt es neben dem Hauptort folgende größere Ortschaften:
- Chipocayo (267 Einwohner)
- Patay (391 Einwohner)
- Santa Rosa de Nahuin